# Schloss Postau

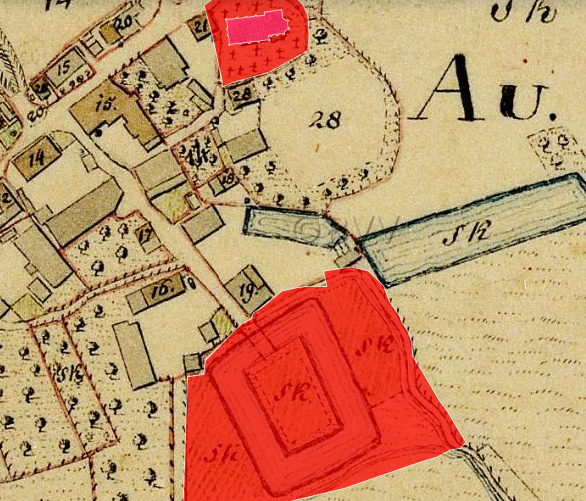
Lageplan von Schloss Postau auf dem Urkataster von Bayern

Das Schloss Postau ist ein abgegangenes Schloss im Süden des niederbayerischen Ortes Postau im Landkreis Landshut. Die Anlage wird als Bodendenkmal unter der Aktennummer D-2-7339-0076 als „Burgstall des Mittelalters“ geführt.

## Geschichte
Der Ort Owe (Au) wird 1280 erstmals erwähnt. Der Ort Au war im Laufe der Jahrhunderte im Besitze verschiedener Adelsgeschlechter. Die ersten waren die Rechlinger. 1401/1402 ging die Hofmark an Georgen von Staudach. Nach dem Tod der Gemahlin Heinrichs von Staudach kam Au durch Erbfolge ab 1490 in die Hände der von Egloffstein, Murcher, Kuttenauer, Ebleben und Pflugk und ab dem 24. April 1559 in den Besitz des Martin von Gumppenberg. Die Erbtochter Benigna verkaufte 1568/1569  die Hofmark Au an Hans Trainer und 1592 verkauft Hans Ludwig Trainer die Hofmark Au an Adam Vetter von der Gilgen. Dessen Erbin Anna Maria vermählte sich im 1602 mit Ferdinand I. von Toerring-Seefeld und so ging die Hofmark an  die Toerring. Nach dem Dreißigjährigen Krieg gelangte Au auf dem Heiratsweg durch die Erbtochter Mechtildis von Törring unter die Herrschaft der Grafen von Haunsperg. Leopold Reichsgraf von Arco verehelichte sich im Jahr 1700 mit der Erbin aller Haunsperg’schen Güter, Gräfin Maria Febronia von Haunsperg, dadurch gelangte Au in den Besitz der Arcos. Um 1770 wurde in Au ein Carriol(Wagen-)posten für Post-, Eilpost- und Privatstellwägen eröffnet. Die Postwägen auf der Linie Landshut-Straubing machten hier Rast und wechselten im Poststall die Pferde. Diese Poststation führte dazu, dass die Ortsbezeichnung Au auf Post-Au und später Postau geändert wurde. 1848 wurden die adelige Gerichtsbarkeit aufgehoben und die zu dem Schloss gehörenden Güter zertrümmert.

## Beschreibung
Das Schloss lag südlich der Staatsstraße 2141, die von Postau nach Weng führt. Die Ortskirche St. Maria befindet sich 180 m nördlich des Burg- bzw. Schlossplatzes. Die frühere Wasserburg bzw. das Hofmarkschloss lag am Nordrand des Isartales. Sie lag auf einer Insel, die auf allen Seiten von einem 20 m breiten Wassergraben umgeben war. Die davon umschlossene rechteckige Insel hatte die Ausmaße von 30 (in Ost-West-Richtung) × 50 (in Nord-Süd-Richtung) m. Dieser Wassergraben ist heute noch erhalten, besitzt aber heute auf der Nordseite eine breite Landbrücke. Aufgehende Mauern sind  nicht mehr erhalten, sondern die Insel ist bewaldet.